# Flaga Karakałpacji
Flaga Karakałpacji – oficjalny symbol autonomicznej republiki Karakałpacji w Uzbekistanie. Ustanowiona 14 grudnia 1992 roku.

## Historia

### Wcześniejsze flagi

Flagi Karakałpackiej ASRR
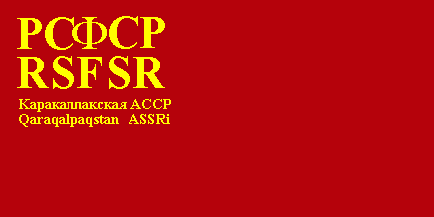
1934–1937
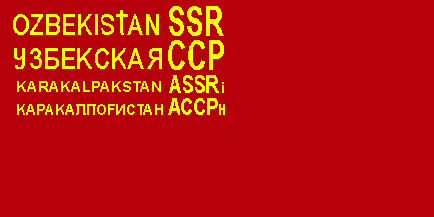
1937–1941
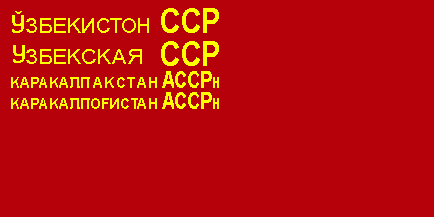
1941–1952
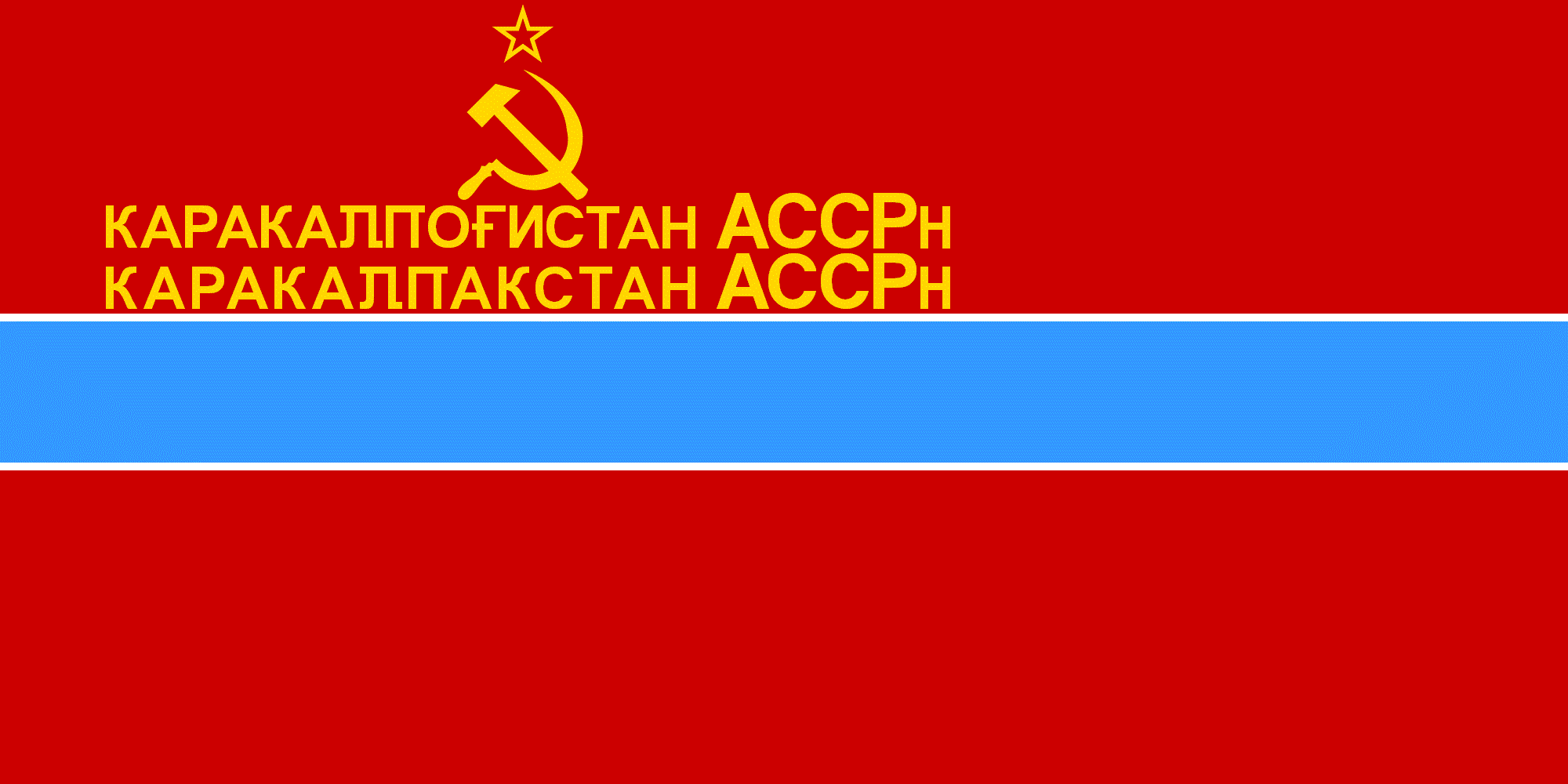
1952–1991

### Obecna flaga
Wraz z rozpadem ZSRR Karakałpacka ASRR w ramach Uzbeckiej SRR zmieniła się w autonomiczną Republikę Karakałpacji wchodzącą w skład niepodległego Uzbekistanu. W 1991 roku rozpoczęły się prace nad nowymi symbolami Karakałpacji – flagą i herbem. 14 grudnia 1992 roku flaga weszła w użycie podczas 11 sesja Rady Najwyższej Republiki Karakałpacji.

## Symbolika[3]
Flaga Republiki Karakałpacji jako całość symbolizuje jej suwerenność.
- Niebieski pas symbolizuje wodę i wiosnę;
- Żółty pas symbolizuje to, że większość Karakałpacji pokrywa pustynia;
- Zielony pas symbolizuje odnowy natury, duchowości, zaufania i słońca;
- Półksiężyc wraz z gwiazdą to symbol islamu;
- Pięć gwiazd jest symbolem życia i zaufania pięciu najstarszych miast Karakałpacji.

## Zastosowanie
Flaga reprezentuje Republikę Karakałpacji na arenie międzynarodowej; podczas wizyt oficjalnych delegacji Republiki Karakałpacji w innych krajach, w organizacjach międzynarodowych, na konferencjach, wystawach światowych i zawodach sportowych.

## Galeria

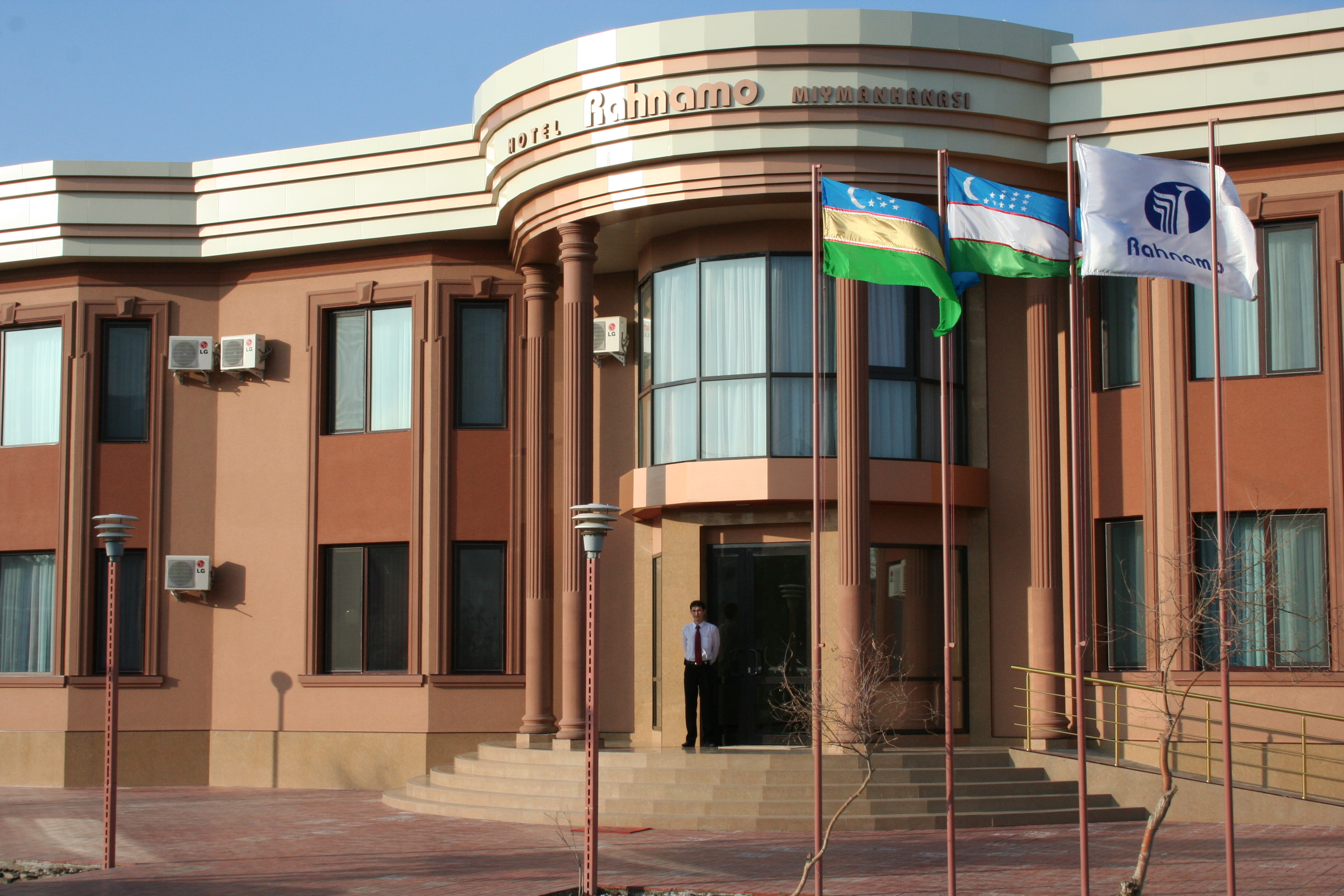
Hotel Rahnamo w Nukusie
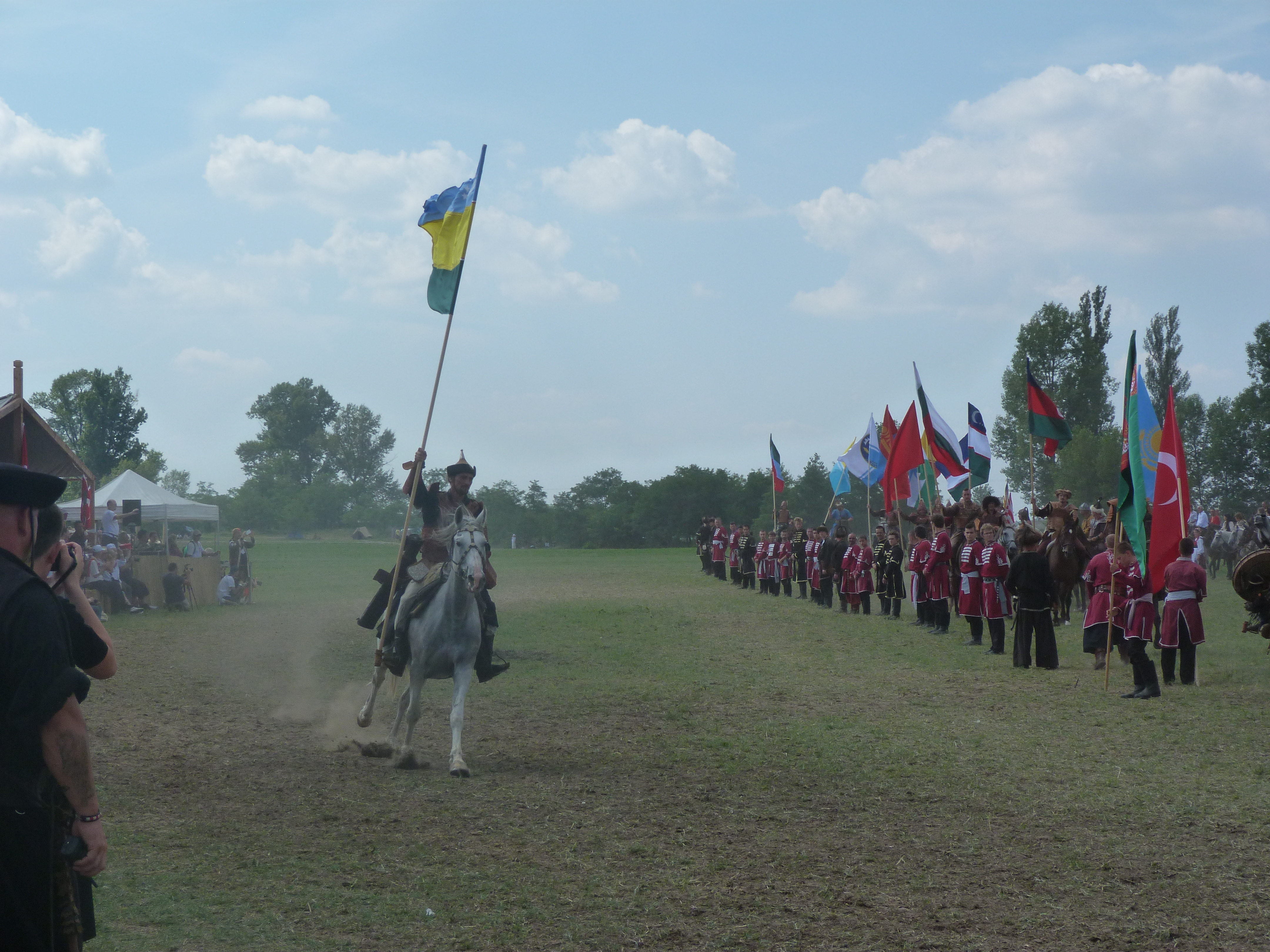
Flaga Karakałpacji podczas imprezy na Węgrzech pośród innych flag
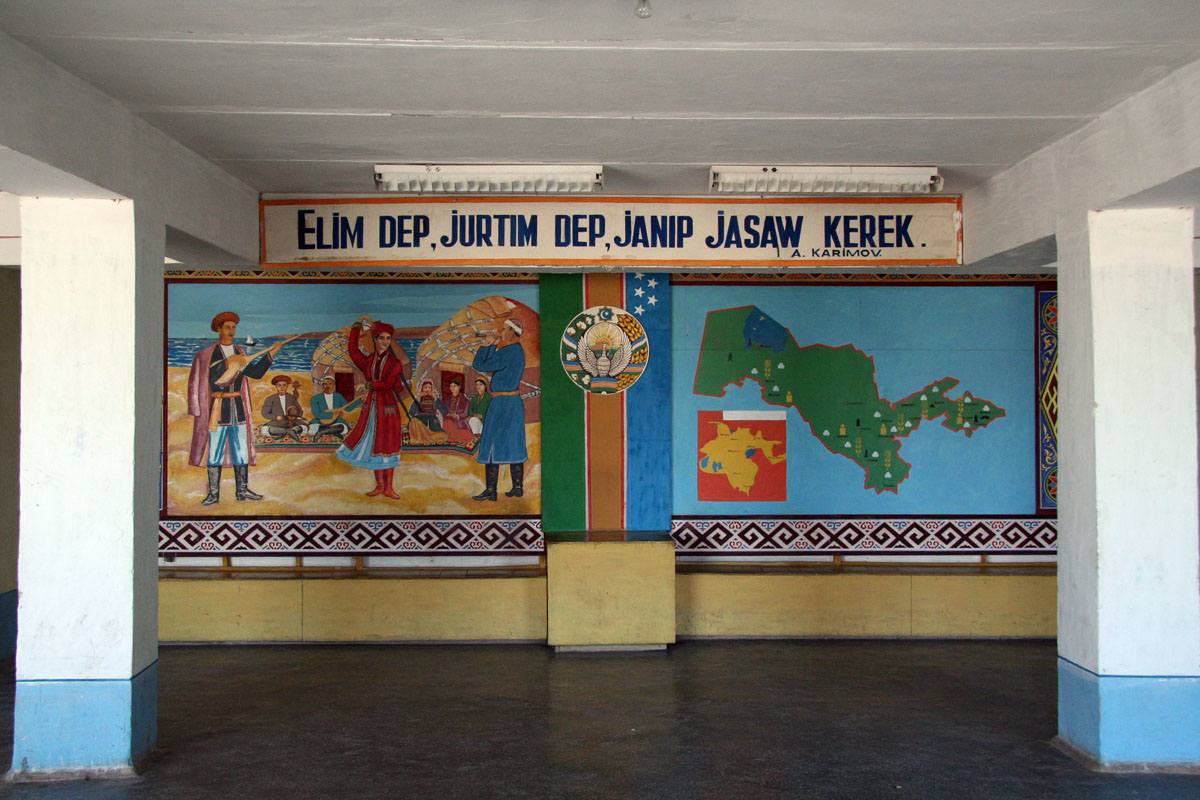
Flaga Karakałpacji w ratuszu i muzeum w Mujnaku (Mo’ynoq)